# Bathyaltum wareni
Bathyaltum wareni is een slakkensoort uit de familie van de Bathysciadiidae. De wetenschappelijke naam van de soort is voor het eerst geldig gepubliceerd in 2011 door Haszprunar.